# Wicky Eekhof-de Vries
Wilhelmina Maria Geertruida (Wicky) Eekhof-de Vries (Haarlem, 30 juli 1930) was lid van de Raad van State.

## Loopbaan

### Rechterlijke functies
Na het behalen van haar gymnasiumdiploma te Haarlem studeerde De Vries vanaf 1948 rechten, richting sociaal recht, aan de Rijksuniversiteit Leiden waar zij de studie op 8 juli 1952 afsloot. Nadat zij in de jaren 1952-1955 juridisch medewerker bij het Gemeenschappelijk Administratiekantoor te Amsterdam was geweest, trad zij in 1962 in dienst van de Raad van Beroep te Haarlem waar zij van 1974 tot 1982 ondervoorzitter was. Daarna was ze tot 1986 lid van de Centrale Raad van Beroep.
Vanaf 1 januari 1986 was zij lid van de Raad van State, de eerste ruim twee jaar in buitengewone dienst, vanaf 1 maart 1988 als gewoon lid. Zij bleef lid van de Raad van State tot 1 augustus 2000. Bij de raad was ze lid van de afdeling geschillen van bestuur, lid van de afdeling Volkshuisvesting, Ruimtelijke ordening, en Milieubeheer en lid van de afdeling Sociale Zaken en Werkgelegenheid.
Als bestuursrechter bepaalde De Vries bijvoorbeeld in 2000 dat minister Bram Peper in de 'De bonnetjesaffaire' zijn declaraties openbaar moest maken.

### Onderwijs
Van 1966 tot 1980 was De Vries docent, eerst recht en staatsinrichting aan het Het Rijnlands Lyceum Oegstgeest, daarna aan de Opleiding Rechterlijke Ambtenaren te Zutphen.

## Nevenfuncties
De Vries bekleedde tal van nevenfuncties, met name op het gebied van jeugdzorg en volksgezondheid. Zo was ze onder andere secretaris Stichting Nederlandse Kankerbestrijding/Stichting Koningin Wilhelminafonds (1988-1992) en plaatsvervangend voorzitter van de Commissie van Beroep van het ministerie van Buitenlandse Zaken.

## Persoonlijk
De Vries trouwde in 1954 met ds. Jan Eekhof (1928-2007), Leidse studentenpredikant en verzamelaar van werken van en over de schrijver Louis Couperus (1863-1923); uit dit huwelijk werden twee zonen en een dochter geboren.
In 1995 werd De Vries benoemd tot commandeur in de Orde van Oranje-Nassau.